# Condanna dello Stato italiano nella strage di Ustica
La condanna dello Stato italiano nella strage di Ustica riguarda i provvedimenti e le sentenze emesse dalla magistratura italiana che condannarono lo Stato per le sue responsabilità nella strage di Ustica.

## Sinossi
In relazione ai fatti e le connesse responsabilità, il 10 settembre 2011, dopo tre anni di dibattimento, gli Avv.ti Alfredo Galasso e Daniele Osnato hanno ottenuto una sentenza emessa dal tribunale civile di Palermo, presieduto dal giudice Paola Proto Pisani, che ha condannato in sede civile i ministeri italiani della Difesa e dei Trasporti al pagamento di complessivamente oltre 100 milioni di euro in favore di ottanta familiari delle vittime della strage di Ustica. Alla luce delle prove raccolte durante il processo, i due ministeri sono stati condannati per non aver fatto abbastanza per prevenire il disastro. Il tribunale ha stabilito che il cielo di Ustica non era controllato a sufficienza dai radar italiani, militari e civili, e in conseguenza di ciò non fu garantita la sicurezza del volo e dei suoi occupanti, oltre a risultarne ostacolato il successivo accertamento dei fatti.
Secondo le conclusioni del tribunale civile di Palermo, che pure non ha condotto istruttorie nel merito, l'aereo civile sarebbe stato invece abbattuto durante una vera e propria azione di guerra svoltasi nei cieli italiani senza che nessuno degli enti controllori preposti intervenisse. Inoltre, secondo la sentenza, vi sono responsabilità e complicità di soggetti dell'Aeronautica Militare che impedirono l'accertamento dei fatti attraverso una innumerevole serie di atti illegali commessi successivamente al disastro, anche se su questo i vertici dell'Aeronautica Militare vennero scagionati già nel precedente processo, invece di natura penale.

La Cassazione in data 28 gennaio 2013 ha confermato la condanna inflitta a Palermo sostenendo che: 
 la tesi secondo la quale fu un missile ad abbattere l'aereo; pertanto la stessa condanna le amministrazioni dello Stato a risarcire i parenti delle vittime che avevano presentato domanda in tal senso nel giugno del 2010 presso la Corte d'Appello di Palermo.
Viene confermato, inoltre, il risarcimento di 100 milioni di €, nei confronti dei familiari delle vittime, come stabilito dalla sentenza del settembre 2011 emessa dal Tribunale di Palermo, con questa motivazione:
La Sentenza del Giudice Paola Protopisani è stata confermata dalla Corte di Appello di Palermo. I Ministeri convenuti in giudizio hanno prestato acquiescenza. Altri tre procedimenti civili sono seguiti, per altri parenti e sempre con il patrocinio degli Avv.ti Daniele Osnato ed Alfredo Galasso. Anche tali procedimenti si sono conclusi con l'accertamento delle responsabilità per depistaggio e concorso in disastro aviatorio a carico dello Stato italiano. Tutte le Sentenze civili sono passate in giudicato.

## Le motivazioni della sentenza
Le motivazioni della sentenza relativa al procedimento civile nº 10354-12865/2007 pubblicate il 20 settembre 2011, evidenziavano:
- riscontro dell'avvenuto depistaggio[4]
- riconoscimento di causa del disastro esterna, non cedimento strutturale[5]
- rilevamento di aggravio del danno originario per effetto di negligenze ed omissioni di doveri di legge[6]

## Le richieste delle parti
Le parti che avevano iniziato la causa chiedevano il risarcimento dei seguenti danni:
- danno non patrimoniale da lesione del bene della vita iure ereditario;
- danno non patrimoniale iure proprio per lesione del rapporto parentale;
- danno patrimoniale derivante dalla perdita del contributo economico che il congiunto apportava o avrebbe loro apportato;
- danno patrimoniale e non patrimoniale derivante dalla lesione del loro diritto all'accertamento della verità.

## Le conclusioni ufficiali
Anche per il giudizio civile il tribunale doveva esaminare il disastro e la sua eziologia per poter giungere alle sue conclusioni. Dopo il riassunto delle varie perizie occorse, le motivazioni della sentenza contengono perciò spunti di valutazione che hanno diretto riferimento a cosa il tribunale, sulla base delle prove e delle perizie esaminate, ha ritenuto sia successo nel cielo di Ustica, evidenziandosi alcune conclusioni nel merito:
- nella scia del DC 9 è plausibile vi fosse un velivolo che vi si nascondeva per non essere rilevato dai radar[7]
- Il DC 9 fu intercettato da due caccia che inseguivano il velivolo militare nascostosi nella scia del DC 9, e alternativamente o il DC 9 fu erroneamente colpito da un missile diretto al velivolo militare, oppure vi fu una quasi collisione fra il DC 9 e il velivolo militare che gli si nascondeva dietro[8]
- l'attacco dei due caccia al velivolo militare inseguito era potenzialmente pericoloso e l'inseguimento violava norme internazionali sugli spazi aerei[9]
- il disastro avrebbe potuto essere evitato osservando le prescrizioni per simili casi[10]
- gli operatori del centro radar di Marsala non avrebbero dovuto sospendere le registrazioni dopo l'incidente, essendo scomparso un aereo civile, e l'esercitazione militare "Synadex" non avrebbe dovuto tenersi[11][12]
- la mancata tenuta della documentazione e la mancata consegna di essa all'Autorità Giudiziaria da parte del centro radar di Marsala sottrassero agli inquirenti dati indispensabili per la ricostruzione dell'evento[13]
- oltre ai dati non forniti da Marsala, non furono resi nella disponibilità degli inquirenti neanche i dati, in qualche caso distrutti, di Licola e di Poggio Ballone, ad evidenza di una colpa gravissima dei vertici della Forza Armata di appartenenza[14]
- l'omessa fornitura dei dati ha costituito un favoreggiamento in favore degli autori della strage[15]
- l'Amministrazione dell'Aeronautica Militare resta responsabile anche se le omissioni e la mancata collaborazione non sono compatibili con gli scopi d'istituto, trattandosi di condotte realizzate per fini sia pure deviati dall'ente stesso[16]